# Журавель, Александр Семёнович
Александр Семёнович Журавель (4 июля 1926 — 30 ноября 2015) — машинист турбин, Герой Социалистического Труда (1962).

## Биография
Родился 4 июля 1926 года в городе Харьков (Украина) в семье рабочих. Украинец. В 1941 году с похвальной грамотой окончил 7 классов неполной средней школы №117 города Харькова, и был без экзаменов принят в Харьковский авиационный техникум. Но началась война, и он с семьей старшей сестры эвакуировался на Урал, где с апреля 1942 года работал слесарем на авиационном заводе №381. В апреле 1943 года завод был перевезен из города Нижний Тагил Свердловской области в Москву, где Журавель продолжал работать слесарем.
В декабре 1944 был призван в Военно-Морской Флот. Служил на Черноморском флоте матросом, затем старшим матросом, старшиной первой статьи,  главным старшиной. В 1945 году окончил электромеханическую школу учебного отряда Черноморского флота по специальности машиниста-турбиниста 3-го класса. В 1950 году на «отлично» сдал экзамены экстерном на право занятия должности старшины турбинной команды.
В октябре 1950 года был демобилизован, и уже в ноябре этого же года пошёл работать на  Харьковскую ТЭЦ-3, где работал машинистом турбины, старшим машинистом турбинного цеха и начальником смены турбинного цеха. Одновременно окончил Харьковский машиностроительный техникум.
В июле 1960 года на Змиёвскую ГРЭС начался приём эксплуатационного персонала, и А. С. Журавель был переведен с Харьковской ТЭЦ-3 на Змиёвскую ГРЭС на должность старшего машиниста турбинного цеха.
Указом Президиума Верховного Совета СССР от 20 сентября 1962 года за выдающиеся производственные успехи, достигнутые в области сооружения тепловых электростанций, производстве и освоении новых энергетических агрегатов Журавелю Александру Семёновичу присвоено звание Героя Социалистического Труда с вручением ордена Ленина и золотой медали «Серп и Молот».
С ноября 1962 года работал старшим инженером турбинного цеха, старшим инженером по технике безопасности, старшим инженером котлотурбинного цеха, старшим инженером-инструктором по технике безопасности Змиёвской ГРЭС. С 1994 года – на пенсии.
Награждён орденом Ленина (20.09.1962), медалями «За победу над Германией в Великой Отечественной войне 1941-1945 гг.», «Ветеран труда», другими медалями, почётными знаками.